# StorNext FS
StorNext File System (SNFS) ist ein Cluster-Dateisystem der Firma Quantum Corporation. 
Es werden Rechner unter Linux, Solaris, HP-UX, AIX, IRIX und Windows unterstützt. 
Eine spezielle Variante wird von Apple als Xsan für Mac OS X vertrieben. Für die anderen Plattformen gibt es spezielle Clients, mit denen sie auf ein XSan-Dateisystem zugreifen können.

## Geschichte
Das Unternehmen MountainGate Imaging Systems Corporation brachte die erste Version unter dem Namen CentraVision File System (CVFS) heraus für schnellen Datentransfer zwischen  Windows- und SGIs IRIX-Computern. Im September 1999 wurde das Unternehmen aufgekauft von Advanced Digital Information Corporation (ADIC) und später der Protokollname geändert auf StorNext File System (SNFS). Neue Clients für Solaris und Linux kamen hinzu. Im August 2006 Quantum übernahm ADIC.